# Pidonia lyra
Pidonia lyra är en skalbaggsart som beskrevs av Mikio Kuboki och K. Suzuki 1978. Pidonia lyra ingår i släktet Pidonia och familjen långhorningar. Inga underarter finns listade i Catalogue of Life.